# 明治神宮野球大会 高校の部 (香川県勢)
明治神宮野球大会高校の部における香川県勢の成績について記す。

## 大会結果
| 大会（年度）     | 代表校                   | 試合結果 | 試合結果             | 備考        |
| ---------------- | ------------------------ | -------- | -------------------- | ----------- |
| 第5回（1974年）  | 丸亀（初出場）           | 2回戦    | ● 2 - 6 日大山形     |             |
| 第9回（1978年）  | 高松商（初出場）         | 2回戦    | ● 2 - 9 倉敷商       | 8回コールド |
| 第13回（1982年） | 尽誠学園（初出場）       | 1回戦    | ○ 9 - 2 諫早         | 7回コールド |
| 第13回（1982年） | 尽誠学園（初出場）       | 準決勝   | ○ 2 - 1 印旛         |             |
| 第13回（1982年） | 尽誠学園（初出場）       | 決勝     | ● 0 - 4 東北         |             |
| 第22回（1991年） | 尽誠学園（9年ぶり2回目） | 1回戦    | ● 3 - 4 星稜         |             |
| 第30回（1999年） | 丸亀（25年ぶり2回目）    | 2回戦    | ● 2 - 9 敦賀気比     | 7回コールド |
| 第31回（2000年） | 尽誠学園（9年ぶり3回目） | 2回戦    | ○ 5 - 1 東北         |             |
| 第31回（2000年） | 尽誠学園（9年ぶり3回目） | 準決勝   | ○ 10 - 5 日大三      |             |
| 第31回（2000年） | 尽誠学園（9年ぶり3回目） | 決勝     | ● 0 - 8 東福岡       |             |
| 第32回（2001年） | 尽誠学園（2年連続4回目） | 1回戦    | ○ 12 - 4 札幌日大    | 7回コールド |
| 第32回（2001年） | 尽誠学園（2年連続4回目） | 2回戦    | ● 3 - 10 関西        | 8回コールド |
| 第45回（2014年） | 英明（初出場）           | 1回戦    | ● 5 - 7 敦賀気比     |             |
| 第46回（2015年） | 高松商（37年ぶり2回目）  | 2回戦    | ○ 7 - 2 札幌第一     |             |
| 第46回（2015年） | 高松商（37年ぶり2回目）  | 準決勝   | ○ 7 - 6 大阪桐蔭     |             |
| 第46回（2015年） | 高松商（37年ぶり2回目）  | 決勝     | ○ 8 - 3 敦賀気比     |             |
| 第49回（2018年） | 高松商（3年ぶり3回目）   | 2回戦    | ○ 9 - 6 八戸学院光星 |             |
| 第49回（2018年） | 高松商（3年ぶり3回目）   | 準決勝   | ● 4 - 7 星稜         |             |
| 第53回（2022年） | 英明（8年ぶり2回目）     | 1回戦    | ○ 10 - 7 山梨学院    |             |
| 第53回（2022年） | 英明（8年ぶり2回目）     | 2回戦    | ● 3 - 4 北陸         |             |

## 備考
- 高松商は2015年の46回大会で優勝したことにより、選抜大会、選手権大会、国体、神宮大会の高校野球の全国大会4大会を制した[1]。